# Формула-1 — Гран-прі Туреччини
Гран-прі Туреччини (англ. Turkish Grand Prix, тур. Türkiye Grand Prix) — один із етапів чемпіонату світу з автогонок у класі Формула-1. Вперше був проведений у сезоні 2005 року на новому автодромі Істанбул Парк. На першому Гран-прі Туреччини перемогу святкував Кімі Ряйкконен, що виступав тоді за «Макларен-Мерседес». Наступні три роки у Туреччині домінував Феліпе Масса на «Феррарі», який тричі перемагав, стартувавши при цьому з поулу, а у сезоні 2009 року перемогу святкував британець Дженсон Баттон на «Браун-Мерседес».

## Переможці Гран-прі Туреччини

### Переможці за роками
| Рік  | Пілот             | Конструктор       | Місце проведення | Докладніше |
| 2021 | Вальттері Боттас  | Макларен-Мерседес | Істанбул Парк    |            |
| 2020 | Льюїс Гамільтон   | Макларен-Мерседес | Істанбул Парк    |            |
| ---- | ----------------- | ----------------- | ---------------- | ---------- |
| 2011 | Себастьян Феттель | Red Bull-Renault  | Істанбул Парк    | Результати |
| 2010 | Льюїс Гамільтон   | Макларен-Мерседес | Істанбул Парк    | Результати |
| 2009 | Дженсон Баттон    | Браун-Мерседес    | Істанбул Парк    | Результати |
| 2008 | Феліпе Масса      | Феррарі           | Істанбул Парк    | Результати |
| 2007 | Феліпе Масса      | Феррарі           | Істанбул Парк    | Результати |
| 2006 | Феліпе Масса      | Феррарі           | Істанбул Парк    | Результати |
| 2005 | Кімі Ряйкконен    | Макларен-Мерседес | Істанбул Парк    | Результати |

### Багаторазові переможці (пілоти)
| Кількість перемог | Пілот        | Роки             |
| ----------------- | ------------ | ---------------- |
| 3                 | Феліпе Масса | 2006, 2007, 2008 |

### Багаторазові переможці (конструктори)
| Кількість перемог | Конструктори | Роки             |
| ----------------- | ------------ | ---------------- |
| 3                 | Феррарі      | 2006, 2007, 2008 |
| 2                 | Макларен     | 2005, 2010       |